# タリン
タリン（Tallinn [ˈtɑlʲˑinˑ]）は、バルト海東部のフィンランド湾に面するエストニア共和国の首都。旧称はレーバル（ドイツ語・デンマーク語: Reval）、ロシア帝国時代の名はレーヴェリ（Ревель）、エストニア・ソビエト時代の名はタリン（Та́ллин, Та́ллинн）である。人口約42万人。旧市街は世界遺産『タリン歴史地区』に指定されている。
タリンは、フィンランドの首都ヘルシンキ、ロシアのサンクトペテルブルクと同じく、フィンランド湾に面する主要都市の1つであり、2011年の欧州文化首都である。また、中世ハンザ都市の1つとして栄えた港湾都市で現在もバルト海クルーズの主な寄港地の一つである。2008年にはNATOのサイバーテロ対策機関の本部NATO Cooperative Cyber Defence Centre of Excellence（頭字語CCDCOE）が置かれた。日本政府の外務省はIT・サイバー分野で両国間対話を2013年12月に交わし（東京）、また2014年6月には官民関係者12名をNATOサイバー防衛協力センター主催のタリンCyCon（サイコン＝サイバー・セキュリティの国際会議に派遣した。
フィンランド湾南岸のタリンから、同湾北岸のヘルシンキまでは85km、同湾東奥のサンクトペテルブルクまでは350kmの距離である。

## 市名
1154年、イドリースィーの手によるムラービト朝の世界地図では「クルワン」 (Qlwn) として記されている。また東スラブの年代記では「コリヴァン」(Kolyvan) とも表記されているが、これらはエストニアの神話に出てくる英雄「カレフ」(Kalev) に由来する。13世紀まではリヴォニアやスカンディナヴィアの人々は、「リンダニサ」(Lindanisa) と呼んでいた。これはエストニアの国民的叙事詩であり、その英雄であるカレビポエクの母の名に因んでいる。彼女は亡き夫の墓を作るために岩を積み上げ、それがトームペアとなった、とされる。
1219年にデンマークに占領されると、エストニアの地方名の古名から「レーバル」(Reval) となった。
1918年にエストニアが独立すると「タリン」となった。エストニア語で「デンマーク人の城」という意味である。

## 歴史
1050年に、今日トームペアと呼ばれる中心部の丘に最初の要塞が建設される。トームペアとはドイツ語で「聖堂の立つ丘」の意味である。13世紀初頭には、ドイツ騎士団とデンマーク王らによる北方十字軍により、ロシアとスカンディナヴィアを結ぶ軍事戦略地点として大いに着目される。またノヴゴロドと西欧を結ぶ中継貿易で繁栄を築く。
1219年、デンマーク王バルデマー2世が十字軍を率いて侵攻し、ここにトームペア城を築いた（これが「タリン」の名の由来となった）。1285年にはハンザ同盟に加わった。ハンザ同盟都市としては最北に位置する。1346年、デンマークはバルト海東海岸地域の植民地を銀貨1万3000マルクでドイツ騎士団に売却し引き上げた。これ以降、20世紀になるまでバルト・ドイツ人の影響が残る。しかし1561年、リヴォニア戦争によって旧ドイツ騎士団国領のテッラ・マリアナは解体し、北部はスウェーデン領エストラント（エストニア公国）となった（バルト帝国）。1583年のリヴォニア戦争終結後もスウェーデンの影響力は増して行き、その後、1629年までに現エストニアのリヴォニア北部も支配下に入る。レヴァルはエストニア公国の首都となり発展して行くが、その後、大北方戦争により1710年にロシア・ツァーリ国の支配下に入り、エストニア公国は1721年にロシア帝国の県に格下げされた。
1918年にエストニアが独立するとその首都となった。しかしその後ドイツ帝国の軍事占領を受ける。ソ連との戦争を経て、1920年、タルトゥ条約で、独立が承認される。第二次世界大戦初期の1940年、ソ連の軍事占領を受け、1941年から1944年の間は、ナチス・ドイツの占領下にあった。ナチス・ドイツの撤収後は、ソ連が再侵攻し、ソ連領とされる。
1980年代後半、ソ連の崩壊の兆しとともに独立の気運が高まり、1988年、タリン近郊の「歌の原」に約30万人（当時エストニア全土の人口は約150万人）が集い、ソ連により禁止されていたエストニアの民謡などを歌う事件があった。これによりますます独立の気運は高まり、1989年にはタリン、リガ、ヴィリニュスのバルト三国の3都市を「人間の鎖」で結ぶ運動（バルトの道）に100万人が参加した。1991年に独立回復を達成。このことからエストニアの独立は「歌による革命」とも言われることがある。

## 気候
ケッペンの気候区分によると、タリンの気候は湿潤大陸性気候（Dfb）に属する。
北緯60度前後に位置するにもかかわらず、低緯度である北緯35度から北緯40度に位置する飛騨地方や長野県、東北地方内陸部と、冬季の平均最低気温は同程度である。ただし、前述の日本の地域と比べるとタリンの降雪量は少ない。
| タリンの気候                                                         | タリンの気候  | タリンの気候  | タリンの気候  | タリンの気候 | タリンの気候 | タリンの気候 | タリンの気候 | タリンの気候 | タリンの気候 | タリンの気候 | タリンの気候 | タリンの気候  | タリンの気候  |
| 月                                                                   | 1月           | 2月           | 3月           | 4月          | 5月          | 6月          | 7月          | 8月          | 9月          | 10月         | 11月         | 12月          | 年            |
| -------------------------------------------------------------------- | ------------- | ------------- | ------------- | ------------ | ------------ | ------------ | ------------ | ------------ | ------------ | ------------ | ------------ | ------------- | ------------- |
| 最高気温記録 °C （°F）                                               | 9.2 (48.6)    | 10.2 (50.4)   | 15.9 (60.6)   | 27.2 (81)    | 31.4 (88.5)  | 32.6 (90.7)  | 34.3 (93.7)  | 34.2 (93.6)  | 28.0 (82.4)  | 21.8 (71.2)  | 14.1 (57.4)  | 11.6 (52.9)   | 34.3 (93.7)   |
| 平均最高気温 °C （°F）                                               | −0.7 (30.7)   | −1.0 (30.2)   | 2.8 (37)      | 9.5 (49.1)   | 15.4 (59.7)  | 19.2 (66.6)  | 22.2 (72)    | 21.0 (69.8)  | 16.1 (61)    | 9.5 (49.1)   | 4.1 (39.4)   | 1.2 (34.2)    | 9.9 (49.8)    |
| 日平均気温 °C （°F）                                                 | −2.9 (26.8)   | −3.6 (25.5)   | −0.6 (30.9)   | 4.8 (40.6)   | 10.2 (50.4)  | 14.5 (58.1)  | 17.6 (63.7)  | 16.5 (61.7)  | 12.0 (53.6)  | 6.5 (43.7)   | 2.0 (35.6)   | −0.9 (30.4)   | 6.4 (43.5)    |
| 平均最低気温 °C （°F）                                               | −5.5 (22.1)   | −6.2 (20.8)   | −3.7 (25.3)   | 0.7 (33.3)   | 5.2 (41.4)   | 9.8 (49.6)   | 13.1 (55.6)  | 12.3 (54.1)  | 8.4 (47.1)   | 3.7 (38.7)   | −0.2 (31.6)  | −3.1 (26.4)   | 2.9 (37.2)    |
| 最低気温記録 °C （°F）                                               | −31.4 (−24.5) | −28.7 (−19.7) | −24.5 (−12.1) | −12.0 (10.4) | −5.0 (23)    | 0.0 (32)     | 4.0 (39.2)   | 2.4 (36.3)   | −4.1 (24.6)  | −10.5 (13.1) | −18.8 (−1.8) | −24.3 (−11.7) | −31.4 (−24.5) |
| 降水量 mm （inch）                                                   | 56 (2.2)      | 40 (1.57)     | 37 (1.46)     | 35 (1.38)    | 37 (1.46)    | 68 (2.68)    | 82 (3.23)    | 85 (3.35)    | 58 (2.28)    | 78 (3.07)    | 66 (2.6)     | 59 (2.32)     | 700 (27.56)   |
| 平均降雨日数                                                         | 10            | 8             | 9             | 12           | 11           | 13           | 13           | 14           | 17           | 18           | 16           | 12            | 153           |
| 平均降雪日数                                                         | 19            | 18            | 13            | 5            | 0.4          | 0            | 0            | 0            | 0            | 2            | 11           | 18            | 87            |
| % 湿度                                                               | 89            | 86            | 80            | 72           | 69           | 74           | 76           | 79           | 82           | 85           | 89           | 89            | 81            |
| 平均月間日照時間                                                     | 29.7          | 58.8          | 148.4         | 217.3        | 306.0        | 294.3        | 312.1        | 255.6        | 162.3        | 88.3         | 29.1         | 20.7          | 1,922.7       |
| 出典：Riigi Ilmateenistus (平均値：1991年-2020年、極値：1805年-現在) |               |               |               |              |              |              |              |              |              |              |              |               |               |

## 人口構成・言語
| 母語（タリン市） 2011 | 母語（タリン市） 2011 | 母語（タリン市） 2011 | 母語（タリン市） 2011 | 母語（タリン市） 2011 |
| --------------------- | --------------------- | --------------------- | --------------------- | --------------------- |
|                       |                       |                       |                       |                       |
| エストニア語          | エストニア語          |                       | 50.1%                 | 50.1%                 |
| ロシア語              | ロシア語              |                       | 46.7%                 | 46.7%                 |

| 民族（タリン市） 2013  | 民族（タリン市） 2013  | 民族（タリン市） 2013 | 民族（タリン市） 2013 | 民族（タリン市） 2013 |
| ---------------------- | ---------------------- | --------------------- | --------------------- | --------------------- |
|                        |                        |                       |                       |                       |
| エストニア人           | エストニア人           |                       | 54.9%                 | 54.9%                 |
| ロシア人               | ロシア人               |                       | 36.5%                 | 36.5%                 |
| ウクライナ人           | ウクライナ人           |                       | 3.6%                  | 3.6%                  |
| ベラルーシ人           | ベラルーシ人           |                       | 1.9%                  | 1.9%                  |
| フィンランド人         | フィンランド人         |                       | 0.9%                  | 0.9%                  |
| その他（ドイツ系など） | その他（ドイツ系など） |                       | 3.1%                  | 3.1%                  |

タリンの人口は43万772人（2014年）であり、2013年の住民の民族構成はエストニア全体の統計と比べると、ロシア人の割合が高い。在住のロシア人やウクライナ人の多くはエストニア国籍を保持しておらず、EU内では最もEU以外の国籍を持つ住民が多い都市となっており、2009年統計によると全体の22%がEU以外の国籍住民者である。また、言語も公用語であるエストニア語と公用語になってないロシア語の割合が拮抗している。

## 経済
資本主義社会への移行、EU加盟などを機にして、タリンの経済は大きく変貌を遂げた。第一に、西側資本の流入が挙げられる。とりわけ、隣国フィンランド企業のタリンへの進出が盛んで、百貨店のストックマンがショッピングモールを開業させた。また、北欧資本のホテルの開業も相次いでいる。情報技術（IT）産業が盛んで、「バルト海のシリコンバレー」とも呼ばれ、実際に、タリンはカリフォルニア州のシリコンバレーの都市ロス・ガトスと姉妹都市になっている。Skypeスカイプが開発されたのもタリンである。

## タリン旧市街
旧市街は、下町のローワータウン（Lower Town）と山の手のトームペアから成る。
ローワータウンは、城壁など欧州でも最も保存状態の良い旧市街地の1つである。
- 市庁舎広場
- 旧市庁舎
- 市議会薬局
- 聖ニコラス教会
- 聖霊教会
- グレートギルド会館
- 聖オラフ教会
- 太っちょマルガレータ - 1529年に建てられた砲塔[12]。高さ20メートル、直径25メートルで壁の厚さは5メートル近くある[13]。
- 三人姉妹の家
- 聖ミカエル修道院

山の手のトームペアは石灰岩でできた丘で歴史的建造物が多い。1219年6月15日、この地の攻防戦の際にデンマーク国旗は誕生した。トームペアを中心にタリン歴史地区は、1997年ユネスコ世界遺産に登録された。
- トームペア城
- アレクサンドル・ネフスキー大聖堂
- トームキリク
- キーク・イン・デ・キョク（Kiek in de Kök） - 「台所を覗く」という意味をもつ、高さ38メートルの塔[14]。

## 交通

### 海路
ヘルシンキ、オーランド諸島、ストックホルムなどへのフェリーの定期便が運行されている。ヘルシンキとはフィンランド湾を隔ててわずか80キロしか離れておらず、フェリーで3時間程度、高速船なら1時間半程度の距離である。

### 道路
ヘルシンキからタリン・リガ・ワルシャワを通ってプラハに到る高速道路「Via Baltica」の北側の基点にあたり、北欧と中欧を結んでいる。

### 鉄道
バルト駅からタルトゥ、ナルヴァ、パルディスキなどの国内主要都市への路線がELRONによって運行されている他、GO Railによるサンクトペテルブルクおよびモスクワへの国際列車も運行されている。

### 航空路
市内から約4km、ウレミステ湖の東岸に、国内最大のタリン空港があり、ヨーロッパの主要エアラインが乗り入れている。以前は、ヘルシンキとの間にヘリコプター便があったが、現在は運行されていない。

### 市内交通
トラムが4路線、トロリーバス4路線、バスが70路線近くある。タリン市民は発行されるカードを使うと無料でこれら公共交通を利用できる。

## 観光
5年に一度、国内各地から数万人が首都タリンに集まり、伝統的な歌と踊りを披露する「歌と踊りの祭典」が行われる。この行事はユネスコの無形文化遺産に登録されている。

## 姉妹都市
- - ヴィリニュス、リトアニア
- - シュヴェリン、ドイツ
- - ダートフォード、イギリス
- - ヘント、ベルギー
- - マルメ、スウェーデン
- - リガ、ラトビア
- - ロス・ガトス, アメリカ
- - ストックホルム、スウェーデン
- - ヘルシンキ、フィンランド